# 奧博朗熱
奧博朗熱是瑞士的城鎮，位於該國西部，由弗里堡州負責管轄，面積1.93平方公里，海拔高度650米，2011年人口260，六成人口信奉羅馬天主教，人口密度每平方公里135人。